# Conde da Tabueira
Conde da Tabueira é um título nobiliárquico criado por D. Carlos I de Portugal, por Decreto de 19 de Julho de 1901, em favor de João Cardoso Valente.
Titulares
1. João Cardoso Valente, 1.º Conde da Tabueira.